# OnePlus Nord N10
OnePlus Nord N10 5G — смартфон компании OnePlus на операционной системе OxygenOS, основанная на базе ОС Android. Смартфон был представлен 26 октября 2020. Смартфон оснащён восьмиядерным процессором Qualcomm Snapdragon 690 с поддержкой 5G сетей, IPS дисплеем, а также оснащён четырьмя тыльными камерами и одной фронтальной.

## Аппаратные особенности

### Процессор
OnePlus Nord N10 оснащен восьмиядерным процессором Qualcomm Snapdragon 690. Это первое решение из линейки Snapdragon шестисотой серии с поддержкой связи нового поколения. Платформа состоит из 8 ядер, включая 2 высокопроизводительных Cortex-A77. За графику отвечает Adreno 619L.

### Память
Ёмкость встроенной памяти составляет 6/128 гигабайт (есть возможность расширения с помощью tf-карты).

### Экран
OnePlus Nord N10 5G получил IPS дисплей с частотой обновления 90 Гц, диагональю почти 6.5 дюймов и разрешением 2400 х 1080 пикселей.

### Камера
Основная камера Nord N10 5G — это 64-МП фотосенсор от OmniVision. Диафрагма оптики здесь f/1.79, оптической стабилизации нет, применяется техника бинирования пикселей 4-в-1.
По умолчанию камера снимает в 16 МП. Смартфон оснащен сверхширокоугольной камерой на 8 МП F/2.25. Также устройство обладает двумя сенсорами макро 2 МП F/2.40, 2 МП F/2.40.

## Гарантия
Срок гарантии от производителя составляет 24 месяца.